# Myrsine laurifolia
Myrsine laurifolia är en viveväxtart som beskrevs av Giovanni Casaretto. Myrsine laurifolia ingår i släktet Myrsine och familjen viveväxter. Inga underarter finns listade i Catalogue of Life.